# ساسم دافيدي
ساسم دافيدي (الاسم العلمي:Dalbergia davidii) هو نوع من النباتات يتبع جنس الساسم من الفصيلة البقولية.